# Dolmen von Les Arques

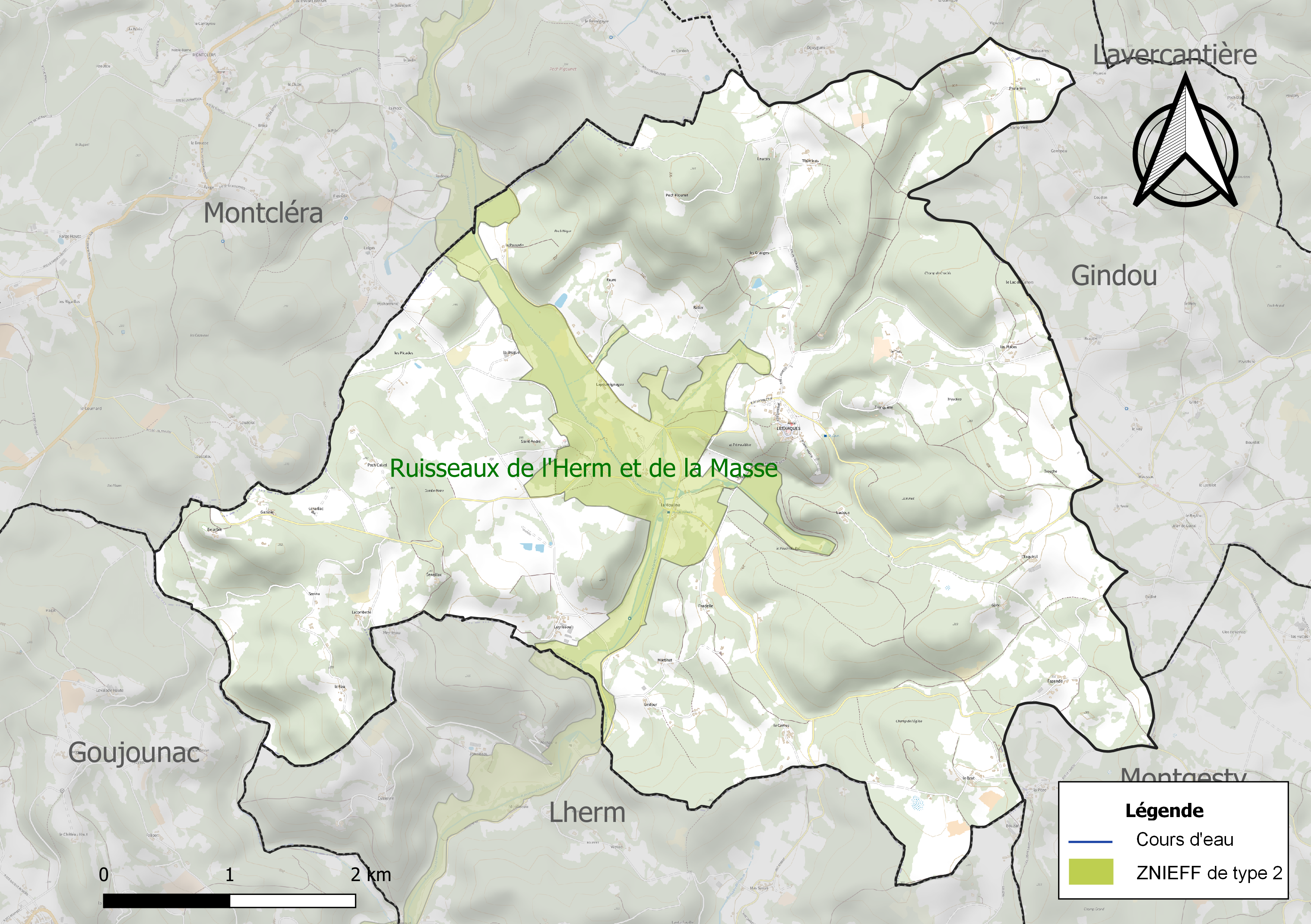
Lage von Les Arques

Der Dolmen von Les Arques ist eine megalithische Grabanlage bei Les Arques im Département Lot in Frankreich. Dolmen ist in Frankreich der Oberbegriff für neolithische Megalithanlagen aller Art (siehe: Französische Nomenklatur). Die genaue Lage und der Erhaltungszustand der Anlage sind unbekannt. Guillaume Lacoste machte 1883 nur die Angabe, dass sich der Dolmen zwischen Les Arques und Maussac befunden habe. Jean Clottes konnte ihn in den 1970er Jahren nicht ausfindig machen, möglicherweise war er in der Zwischenzeit zerstört worden. Auch zum genauen Aussehen der Anlage liegen keine Angaben vor. Nach Lacoste wurden hier Knochen und „lackierte Ringe“ („anneaux vernis“) gefunden. Der Verbleib der Funde ist unbekannt.